# Iruña (Álava)
Iruña era un municipio español que estaba situado en la provincia de Álava, País Vasco (España).

## Historia
El 2 de julio de 1976 se fusionó con Nanclares de la Oca para formar el nuevo municipio de Iruña de Oca.

## Geografía humana

### Organización territorial
El municipio estaba formado por dos pueblos, que a su vez formaban concejos:

#### Concejos
- Trespuentes
- Víllodas (oficialmente Víilodas/Billoda)

### Demografía
| Gráfica de evolución demográfica de Iruña entre 1842 y 1970 |
| |
| Población de derecho según los censos de población del INE Población de hecho según los censos de población del INEEntre el censo de 1981 y el anterior, este municipio desaparece porque se agrupa en el municipio 01901 (Iruña de Oca) |